# 伊瑟利亞傳奇
《伊瑟利亞傳奇》（Tales of Ithiria）是德國交響金屬樂團曠野鷹豪樂團（Haggard）第四張專輯。於2008年8月29日發行。在台灣於2008年9月11日發行，由馬雅唱片公司代理。
專輯內容緊扣北歐德魯伊神教的神祇伊瑟利亞（Ithiria）的神話傳說，以分章分節的方式編排曲目，讓專輯本身如同敘述故事般的呈現。歌詞大量運用英文、德文、與拉丁文的穿插排序，參入聖經故事與安魂曲等的歌詞內容增添神話意象與敘事性，並在章節切換間加入敘事的口白，讓如同歌劇般進行的歌曲更加的生動。

## 專輯曲目
1. 《The Origin》  – 01:57
2. 《Chapter I - Tales of Ithiria》  – 08:08
3. 《From Deep Within》  – 00:25
4. 《Chapter II - Upon Fallen Autumn Leaves》  – 06:37
5. 《In Des Königs Hallen (Allegretto Siciliano)》  – 02:03
6. 《Chapter III - La Terra Santa》  – 04:55
7. 《Vor Dem Sturme》  – 00:35
8. 《Chapter IV - The Sleeping Child》  – 06:10
9. 《Hijo De La Luna》  – 04:20
10. 《On These Endless Fields》  – 01:03
11. 《Chapter V - The Hidden Sign》  – 06:25